# Parung Jaya
Parung Jaya is een bestuurslaag in het regentschap Tangerang van de provincie Banten, Indonesië. Parung Jaya telt 6391 inwoners (volkstelling 2010).